# Yoshiko Ishii
Yoshiko Ishii (石井好子, Ishii Yoshiko) est une chanteuse de chanson japonaise (シャンソン歌手, chanson kashu), née le 4 août 1922, décédée le 17 juillet 2010.

## Biographie
Elle prend ses premiers cours de chant et de musicologie à l'université de Tokyo. Elle se consacre d'abord aux lieder et à la musique allemande puis, après la guerre, entame sa carrière professionnelle en tant que chanteuse de jazz. À partir de 1952, elle se passionne pour la chanson française et devient chanteuse de chanson. 
Son premier concert parisien se fit en 1963, elle est la première chanteuse japonaise à faire un récital à L'Olympia (en 1990), elle est présidente de l’Association de la Chanson Française au Japon depuis 1991, et devient commandeur des Arts et des Lettres en 1992. Elle décède d'une maladie du foie à l'hôpital de Tokyo le 17 juillet 2010 à 87 ans. 

## Publications
- Elle a écrit un livre d'impressions culinaires françaises et de recettes simples adaptées au style japonais, intitulé « Sous le ciel de Paris, ça sent bon les omelettes ».
- Pour ses soixante ans en 2005 elle publie son autobiographie : « Je ne dis pas au revoir » et  sort une compilation de ses succès sous le même titre.

## Discographie
- Je ne dis pas au revoir (さよならは云わない - 2005)
- C'est à l'aube 21 (2000)
- Yoshiko Ishii chante des chansons françaises
- Merci Paris - Merci Tokyo
- Je suis comme je suis
- Yoshiko Ishii recital (1988)
- 石井好子
- Chanter, c'est ma vie